# فواكه استوائية

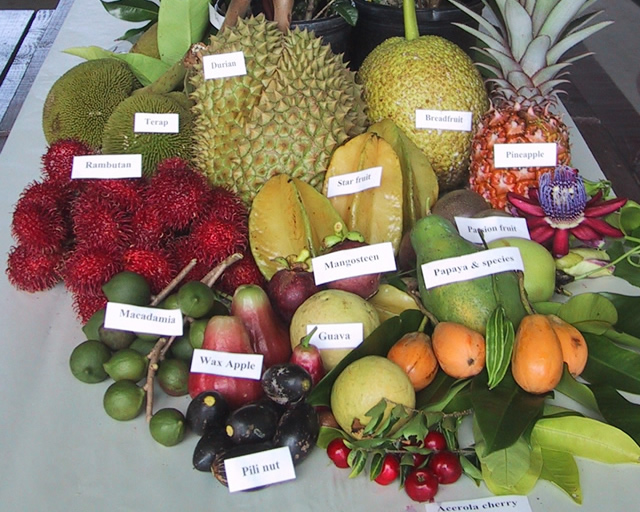
سلة فواكه آستوائية : رامبوتان، دوريان زبادي، فاكهة النجمة، فاكهة الخبز، أناناس، مكسرات المكاداميا، جمالك، مكسرات بيلي، جوز جندم، ملبيغة غائرة القمة، البابايا وفاكهة زهرة الآلام.

الفواكه الاستوائية هي ثمار توجد في المناطق الشبه الاستوائية أو ذات المناخ الاستوائي، حيث الحرارة المرتفعة والأمطار الغزيرة طول العام، مما يمنحها بيئة ملائمة لنموها، حيث أن الفواكه الاستوائية لا تتحمل البرد الذي من شأنه أن يعرضها للتلف أو التغيير عندما تنخفض درجة حرارة أقل من 4 درجات مئوية.
وتعتبر الدول المصدرة للفواكه الاستوائية في الشرق الأقصى وأمريكا اللاتينية ومنطقة البحر الكاريبي، وبعض دول أفريقيا. وأكثر الثمار الاستوائية تصديرا هي الموز والمانجو والأناناس، والبابايا والأفوكادو.
وغالبا ما تسمى الفواكه الاستوائية في البلدان المستوردة والمستهلكة لها ب «الفواكه الغريبة» وذلك لغرابة شكلها ومذاقها على الرغم من أن المصطلح لا يشمل أي واقع بيولوجي ولا يعين موطنا معينا للفاكهة.

## قائمة غير حصرية من الفواكه الاستوائية
- الكاجو
- آقية
- ملبيغة غائرة القمة
- أناناس
- قشطة صدفية
- أفوكادو
- موز
- زهرة الآلام المربعة
- يوجينة أحادية الزهرة
- كاكاو
- فاكهة النجمة
- ليم
- قشطة شائكة